# エル・ヴエロ・デ・ラ・ビクトリア
『エル・ヴエロ・デ・ラ・ビクトリア』（スペイン語: El vuelo de la victoria）は、メキシコのテレビドラマ。ラス・エストレージャスで2017年7月10日から11月12日まで放送された。

## 登場人物
ビクトリア・トナンツィン
演 - パウリナ・ゴト
ラウル・デ・ラ・ペーニャ
演 - アンドレス・パラシオス
アンドレス・サンティバニェス・イ・カルザダ
演 - マネ・デ・ラ・パラ